# Игнатково (Волоколамский район)
Игнатково — деревня в Волоколамском районе Московской области России. Входит в состав сельского поселения Осташёвское. Население —  10 чел. (2024)

## География
Деревня Игнатково расположена на западе Московской области, в юго-западной части Волоколамского района, примерно в 21 км к югу от города Волоколамска, на берегу небольшой речки Соколовки, впадающей в Рузское водохранилище.
На территории зарегистрировано 3 садовых товарищества. Ближайшие населённые пункты — деревни Соколово, Середниково и Княжево. Связана автобусным сообщением с районным центром.

## Население
| 1852 | 1859 | 1926 | 2002 | 2006 | 2010 |
| ---- | ---- | ---- | ---- | ---- | ---- |
| 335  | ↘333 | ↘237 | ↘11  | ↘9   | ↘4   |

## История
В «Списке населённых мест» 1862 года Игнатково — владельческое сельцо 2-го стана Можайского уезда Московской губернии по правую сторону Волоколамского тракта из города Можайска, в 40 верстах от уездного города, при речках Соколовке и Чертинской, с 42 дворами и 333 жителями (166 мужчин, 167 женщин).
По данным 1890 года деревня входила в состав Осташёвской волости Можайского уезда, число душ мужского пола составляло 162 человека.
В 1913 году — 59 дворов.
1917—1929 гг. — деревня Осташёвской волости Волоколамского уезда.
В материалах Всесоюзной переписи 1926 года указаны Игнатково, Игнаткова гора и Игнатково за рекой Осташёвской волости Волоколамского уезда:
- Игнатково — центр Игнатковского сельсовет, 98 жителей (43 мужчины, 55 женщин), 23 крестьянских хозяйства, школа;
- Игнаткова гора — деревня Игнатковского сельсовета, 101 житель, 20 крестьянских хозяйств;
- Игнатково за рекой — деревня Игнатковского сельсовета, 38 жителей, 8 крестьянских хозяйств[14][15].

С 1929 года — населённый пункт в составе Волоколамского района Московского округа Московской области. Постановлением ЦИК и СНК от 23 июля 1930 года округа как административно-территориальные единицы были ликвидированы.
1929—1939 гг. — деревня Княжевского сельсовета Волоколамского района.
1939—1954 гг. — деревня Княжевского сельсовета Осташёвского района.
1954—1957 гг. — деревня Тереховского сельсовета Осташёвского района.
1957—1963 гг. — деревня Тереховского сельсовета Волоколамского района.
1963—1965 гг. — деревня Тереховского сельсовета Волоколамского укрупнённого сельского района.
1965—1973 гг. — деревня Тереховского сельсовета Волоколамского района.
1973—1994 гг. — деревня Осташёвского сельсовета Волоколамского района.
В 1994 году Московской областной думой было утверждено положение о местном самоуправлении в Московской области, сельские советы как административно-территориальные единицы были преобразованы в сельские округа.
1994—2006 гг. — деревня Осташёвского сельского округа Волоколамского района.
С 2006 года — деревня сельского поселения Осташёвское Волоколамского муниципального района Московской области.